# Herly Alcázar
Herly Alcázar (Cartagena, 30 de octubre de 1976) es un exfutbolista colombiano y jugaba como delantero. Fue campeón de la Copa Libertadores de América con Once Caldas en 2004.

## Inicios
Luego de buenas presentaciones con la Selección de fútbol de Bolívar, a comienzos de 1992 conoce a Waltinho, quien lo recomienda a Millonarios en sus categorías menores. Con apenas 16 años comienza su formación en el fútbol profesional. Tras 3 años en las inferiores del club embajador, logra su debut profesional de la mano del DT Vladimir Popović.

## Anécdota
Transcurría el año 2004 y Herly ficha con el Once Caldas con el que jugó y ganó la Copa Libertadores de ese año. En la celebración del título obtenido frente al Boca Juniors, Herly tomó el trofeo y sacudió con tanta energía que algunas partes volaran al aire.
Las piezas que se cayeron fueron recogidas por un hincha que estuviera en la cancha y devueltas a los directivos del club.

## Atentado
Cuando se retiró profesionalmente en el año 2012 jugando para Uniautónoma FC, tras terminar un partido decidió ir a festejar junto con un compañero juvenil del equipo (Alex de Ávila) ya que vivían muy cerca en un municipio cercano a Barranquilla.
En la noche, Herly se encontraba en un bar con Alex de Ávila, la novia y el padre; mientras transcurría la celebración, se dice que Alex de Ávila tuvo una pequeña discusión con una pareja que también estaba en el sitio, y que en su momento no habían pasado a mayores. Después de la discusión, dicha pareja se fue del establecimiento, pero tras 15 minutos aproximadamente volvieron al sitio con armas de fuego y las dispararon a "quema ropa" hacia Alex de Ávila y Herly.
En el lugar fallece de manera instantánea Alex de Ávila, mientras que Herly queda herido con cuatro impactos de bala.
Dos meses después de lo sucedido, el presunto autor del crimen fue capturado y enviado a prisión; tras 3 años y 6 meses fue declarado inocente y se le otorgó la libertad.

## Clubes
| Club                    | País                | Año                 | Partidos | Goles |
| ----------------------- | ------------------- | ------------------- | -------- | ----- |
| Millonarios             | Colombia            | 1995-1997           | 8        | 0     |
| Deportivo Pasto         | Colombia            | 1998-1999           | 31       | 14    |
| Atlético Bucaramanga    | Colombia            | 1999                | 20       | 6     |
| Cienciano               | Perú                | 2000                | 18       | 11    |
| Junior                  | Colombia            | 2000-2001           | 41       | 5     |
| Sporting Cristal        | Perú                | 2001                | 18       | 3     |
| Santa Fe                | Colombia            | 2002                | 27       | 5     |
| Deportes Tolima         | Colombia            | 2002                | 27       | 8     |
| Centauros Villavicencio | Colombia            | 2003                | 28       | 11    |
| Once Caldas             | Colombia            | 2004-2005           | 54       | 18    |
| Universidad San Martín  | Perú                | 2005                | 8        | 1     |
| Universidad de Chile    | Chile               | 2006                | 16       | 11    |
| Jaguares de Chiapas     | México              | 2006                | 15       | 1     |
| O'Higgins               | Chile               | 2007                | 20       | 4     |
| Junior                  | Colombia            | 2007-2008           | 22       | 7     |
| Atlético Huila          | Colombia            | 2008-2009           | 32       | 8     |
| La Equidad              | Colombia            | 2009-2010           | 33       | 9     |
| América de Cali         | Colombia            | 2010                | 2        | 0     |
| Millonarios             | Colombia            | 2011                | 0        | 0     |
| Bogotá F.C.             | Colombia            | 2011                | 12       | 6     |
| Uniautónoma             | Colombia            | 2012                | 11       | 0     |
| Total en su carrera     | Total en su carrera | Total en su carrera | 418      | 115   |

### Resumen estadístico
- Actualizado el 4 de marzo de 2017.

| Competición           | Partidos | Goles | Promedio |
| --------------------- | -------- | ----- | -------- |
| Liga                  | 388      | 108   | 0.28     |
| Copas nacionales      | 9        | 5     | 0.56     |
| Copas internacionales | 21       | 2     | 0.10     |
| Total                 | 418      | 115   | 0.28     |

## Palmarés

### Copas internacionales
| Título            | Club        | País     | Año  |
| ----------------- | ----------- | -------- | ---- |
| Copa Libertadores | Once Caldas | Colombia | 2004 |